# Chevelle
Chevelle (Шеве́ль) — американський гурт, що грає музику в стилі альтернативний метал. Гурт заснували в 1995 року, два брати, Піт Лоффлер (Pete Loeffler), — вокал, гітара, Сем Лоффлер (Sam Loeffler), — барабани, та Мет Скотт (Matt Scott), — басс. А вже в 1996 р. Мета змінив брат Піта та Сема — Джо. Разом хлопці проіснували до 2005 р., саме тоді гурт покинув Джо. Цього ж року до гурту приєднується Джено Лєнардо (Geno Lenardo), який виконував обов'язки сесійного басиста до 2019 р.
З 2019 р. до 2021 роль бассмена займає Дін Бернардіні (Dean Bernardini), доречі шурин братів Лоффлер, якого змінив Кембел Уолтерс (Kemble Walters).
Їхній анрелізний трек Until You're Reformed Chevelle потрапляє в саундтрек до кінофільму «Шибайголова» (трек записаний на лейблі Wind-up records).

## Учасники
Теперішні
- Піт Лоффлер (Pete Loeffler): спів, гітара (з 1995)
- Сем Лоффлер (Sam Loeffler): ударні (з 1995)

Колишні
- Дін Бернардіні (Dean Bernardini): бас-гітара, живий бек-вокал (2005—2019)
- Метт Скотт (Matt Scott): бас-гітара, бек-вокал (1995)
- Джо Лоффлер (Joe Loeffler): бас-гітара, живий бек-вокал (1995—2005)
- Джено Ленардо (Geno Lenardo): бас-гітара (2005)

## Дискографія
- Point #1 (1999)
- Wonder What's Next (2002)
- This Type of Thinking (Could Do Us In) (2004)
- Vena Sera (2007)
- Sci-Fi Crimes (2009)
- Hats Off to the Bull (2011)
- La Gárgola (2014)
- The North Corridor (2016)
- NIRATIAS (2021)

## Відеографія
- «Point #1» 1999
- «Mia» 2000
- «The Red» 2002
- «Send the Pain Below» 2003
- «Closure» (live at NorVa, 05.23.2003)
- «Vitamin R (Leading Us Along)»2004
- «The Clincher» 2005
- «Well Enough Alone» 2007
- «I Get It» 2007
- «The Fad» 2008
- «Jars» 2009
- «Letter from a Thief» 2009
- «Shameful Metaphors» (live at Verizon Theatre at Grand Prairie, 08.22.2010)
- «Face to the Floor» 2011
- «Hats Off to the Bull» 2012